# Чёрный, Сергей Анатольевич
Серге́й Анато́льевич Чёрный (11 мая 1977, Одесса, Одесская область, УССР, СССР — 24 июня 2001, Сычёвская психиатрическая больница, Сычёвка, Смоленская область, Россия) — российский серийный убийца, убивший с августа по декабрь 1999 года в Смоленске 10 девушек в возрасте от 15 до 23 лет.

## Биография

### Детство и юность
Сергей Чёрный родился 11 мая 1977 года в Одессе. Рос в небольшом доме с матерью — инвалидом первой группы, младшим братом Марком и сестрой. С детских лет он занимался спортом, был чемпионом Смоленской области по восточным единоборствам. Уйдя в армию, служил в элитном батальоне глубинной разведки. Вернувшись из армии, он узнал, что его брат вошёл в одну из смоленских ОПГ. Пойти по его стопам он не смог и был вынужден устроиться охранником на одном из рынков Смоленска. Чёрный имел привычку носить и зимой, и летом камуфляжную форму. По его же собственным словам, «девушка не дождалась его из армии и вышла замуж», и после этого он решил мстить.

### Убийства
В августе 1999 года на проспекте Строителей Чёрный напал на девушку. Он ударил её и толкнул в кусты, после чего попытался задушить. На крик из гаража выбежал её знакомый. Увидев мужчину с монтировкой в руке, Чёрный убежал. После первого неудачного нападения Чёрный совершил 10 доказанных убийств.
Первое убийство было совершено 17 августа 1999 года. Чёрный убил 21-летнюю Веронику Трензову.
19 сентября Чёрный задушил в районе городка Коминтерна 17-летнюю Марину Никитину, которая шла на дискотеку. Он снял с неё верхнюю одежду и выдернул из ушей серьги. Тело было вскоре обнаружено в овраге недалеко от места убийства.
24 сентября Чёрный таким же образом у родника в парке Реадовка убил 23-летнюю Елену Чурсину. На её шее одним узлом был туго затянут бюстгальтер. У погибшей Чурсиной пропали кожаная куртка, кожаная жилетка, нательный крестик, связка ключей и проездной билет.
27 сентября в посёлке Вишенки у заброшенного склада с признаками удушения был обнаружен труп 22-летней Елены Шуваевой, которая числилась пропавшей с 24 сентября. На шее на два узла был завязан пояс от куртки.
29 сентября в 200 метрах от проспекта Строителей напротив ГСК «Тихвинка-3» нашли труп ещё одной задушенной девушки (19-летней Анны Давыдовской). На шее была затянута петля из тонкого ремешка от дамской сумочки и завязана сзади на два узла. УВД Смоленской области всерьёз занялось раскрытием серии убийств, и маньяк, почувствовав опасность, на месяц «залёг на дно», ничем не выдавая себя и не совершая новых злодеяний.
В конце октября Чёрный возобновил нападения, убив 21-летнюю Юлию Захарову.
4 ноября в реке Ясенная, которая протекает в овраге между посёлком Вишенки и гаражно-строительным кооперативом «Свет-2», был обнаружен труп 18-летней Татьяны Караваевой, фотографии которой уже 2 дня висели на городских розыскных стендах. На шее погибшей убийца туго завязал платок и пояс от пальто. У погибшей исчезла верхняя одежда, золотое кольцо, серьги и часы.
6 ноября в лесополосе в районе АЭС-80 в полукилометре от Краснинского шоссе нашли труп очередной жертвы (18-летней Татьяны Хоружий). У неё пропали паспорт и студенческий билет.
22 ноября в центре города Чёрный познакомился с 15-летней Анастасией Бусылыкиной. На следующий день, 23 ноября, он пригласил её пройтись, подышать свежим воздухом. Она согласилась. Встретившись, они сели в его машину и поехали кататься. Внезапно Чёрный набросился на спутницу, попытался задушить, потом бросил в багажник и отвёз на окраину, где повесил на дереве на её собственных шнурках от кроссовок. Однако девушка выжила и вскоре обратилась в милицию, но из-за пережитого шока путалась и не смогла сообщить никакой ценной информации.
17 декабря в овраге за ГСК «Звезда» во 2-м Краснинском переулке нашли труп 15-летней Марии Липуновой с завязанным на два узла на шее кожаным поясом от её пальто.
22 декабря в реке Ясенная в парке «Реадовка» был обнаружен ещё один труп (17-летней Олеси Терентьевой).

### Арест, следствие и суд
В начале декабря следователям удалось найти жертву, выжившую после августовского нападения. Она сообщила, что видела преступника на одном из городских рынков. Несколько дней её возили по рынкам Смоленска, и 14 декабря она указала сыщикам на напавшего на неё человека. За подозреваемым установили наблюдение, в том числе использовали видеосъёмку скрытой камерой. Когда просматривали запись с изображением подозреваемого, один из сыщиков сказал, что знает очень похожего человека — члена местной преступной группировки Марка Чёрного. Выяснилось, что Марк был младшим братом основного подозреваемого — 22-летнего охранника частного охранного предприятия Сергея Чёрного. Тем временем, несмотря на наличие подозреваемого и установление наблюдения за ним, арестовывать его не спешили, а Чёрный успел совершить ещё 2 убийства (17 и 22 декабря). Только после этого братьев Чёрных было решено задержать.
23 декабря практически одновременно, с разницей в полчаса, оба брата были задержаны. В квартирах, где проживали Марк и Сергей, был проведён обыск, в результате которого в квартире Сергея была обнаружена красная куртка одной из жертв. Арест стал для Сергея Чёрного шоком. На первом же допросе выяснилось, что у него нет алиби ни по одному из эпизодов деятельности маньяка.
При более тщательном обыске в квартире Сергея Чёрного были обнаружены ювелирные украшения убитых девушек и множество единиц огнестрельного оружия, не имевших непосредственного отношения к делу. Вскоре Чёрный признался во всём и даже сообщил об убийствах Вероники Трензовой и Юлии Захаровой, которые до этого не были отнесены к серии. Помимо прочего, Чёрный взял на себя ещё одно убийство, рассказав, как утопил одну жертву в ручье, в то время как правоохранительные органы считали её смерть несчастным случаем. Но впоследствии вина Чёрного в этом эпизоде не подтвердилась.
Чёрного направили на судебно-медицинскую экспертизу. Лишь вторая по счёту признала его невменяемым с диагнозом шизофрения. Сергей Чёрный был направлен на принудительное лечение в Сычёвскую психиатрическую больницу специализированного типа. Умер 24 июня 2001 года от гнойной пневмонии.

## В массовой культуре
- Документальный фильм «Чёрная лента» из цикла «Криминальная Россия» (2002)
- Документальный фильм «Чёрный танец» из цикла «Цена любви» (2004)
- Документальный фильм «Диагноз: «Маньяк»» (2004)
- Документальный фильм «Убить по любви» из цикла «Вне закона» (2008)
- Документальный фильм «Чёрные ангелы» из цикла «Первая кровь» (2010)
- Документальный фильм «Маньяки» из цикла «Совершенно секретно. Документальное расследование» (2012)